# Bahnhof Hohenlimburg
Der Bahnhof Hohenlimburg ist der einzige Bahnhof des Hagener Stadtteils Hohenlimburg. Er liegt an der Ruhr-Sieg-Strecke und wurde am 21. März 1859 eröffnet.

## Lage
Der Bahnhof liegt am südlichen Rand der Hohenlimburger Innenstadt. Direkt nördlich am Bahnsteig Richtung Hagen befindet sich ein Busbahnhof, von wo aus Busse der Hagener Straßenbahn AG und der Märkischen Verkehrsgesellschaft in den Rest von Hagen und außerdem nach Iserlohn, Hemer und Nachrodt-Wiblingwerde fahren. Am westlichen Ende des Bahnsteiges befand sich ein Bahnübergang, der jedoch einer Fußgängerunterführung westlich und einer Straßenbrücke östlich gewichen ist.

## Geschichte
Bis weit ins 20. Jahrhundert hinein war der Bahnhof von großer Bedeutung für die Stahlindustrie. Seit 1900 war der Bahnhof Hohenlimburg außerdem Anschlussbahnhof für die schmalspurige Hohenlimburger Kleinbahn, die eine Verbindung des Industriegebietes im Nahmertal herstellte. Ihr Betrieb wurde Ende 1983 eingestellt. Südöstlich der Bahnsteige war ein fünfgleisiger Übergabebahnhof, wo auf drei Gleisen die Regelspurwagen auf Rollwagen verladen wurden. Bis Ende des 20. Jahrhunderts befand sich daneben auch ein Ortsgüterbahnhof, der jedoch mittlerweile abgerissen wurde.
Die Iserlohner Kreisbahn hatte keine Verbindung zur Staatsbahn, denn deren Strecke nach Letmathe lag nördlich der Lenne. Ihre Strecke nach Hagen, später übernommen von der Hagener Straßenbahn, endete vor dem Bahnübergang der Hohenlimburger Straße westlich des Bahnhofs.
Im Jahr 2011 wurde mit der großen Umbaumaßnahme des Bahnhofsviertels begonnen, infolgedessen wurde das Bahnhofsgebäude und im Anschluss das Parkhaus über dem Busbahnhof abgerissen, des Weiteren wurde ein Kreisverkehr zur Zufahrt zum Bahnhof eingerichtet. Außerdem wurde ein Seitenbahnsteig anstelle des Empfangsgebäudes neu gebaut, der direkten barrierefreien Zugang zur Bushaltestelle ermöglicht. Daneben ist ein überdachter Inselbahnsteig zwischen den Gleisen 1 und 2 vorhanden, der lediglich über eine Unterführung mit Treppen erreichbar ist. Der umgebaute Bahnhof wurde offiziell am 24. August 2012 zur Nutzung freigegeben.
Beim Hochwasser im Juli 2021 wurde der Bahnhof verschüttet und unterspült und musste daher längerfristig bis Dezember 2021 gesperrt werden.
Östlich der Lenne im Ortsteil Oege gibt es noch mehrere Aufstellgleise zur Bedienung der Gleisanschlüsse von ThyssenKrupp.

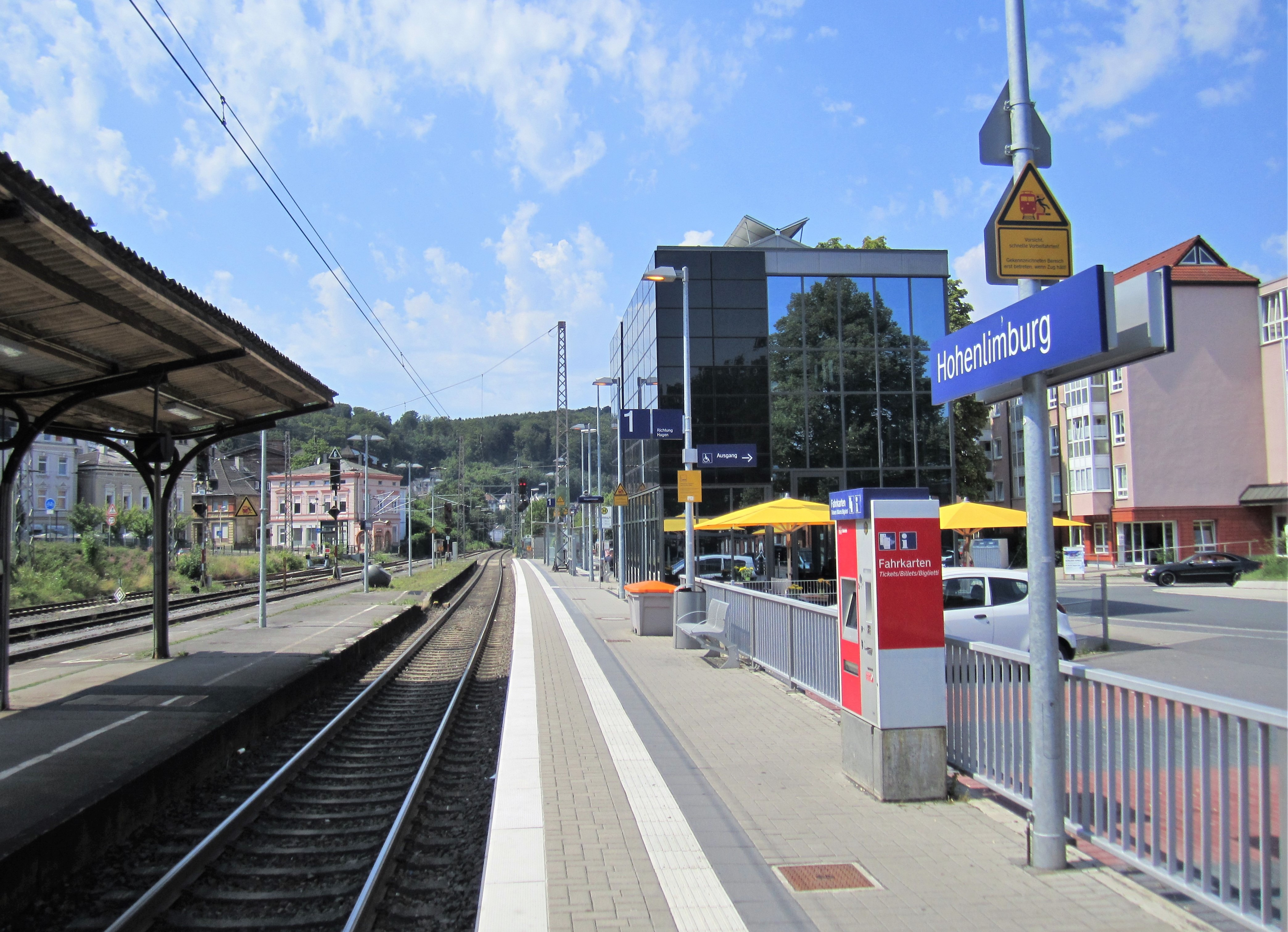
Bahnsteige von Osten (2015)

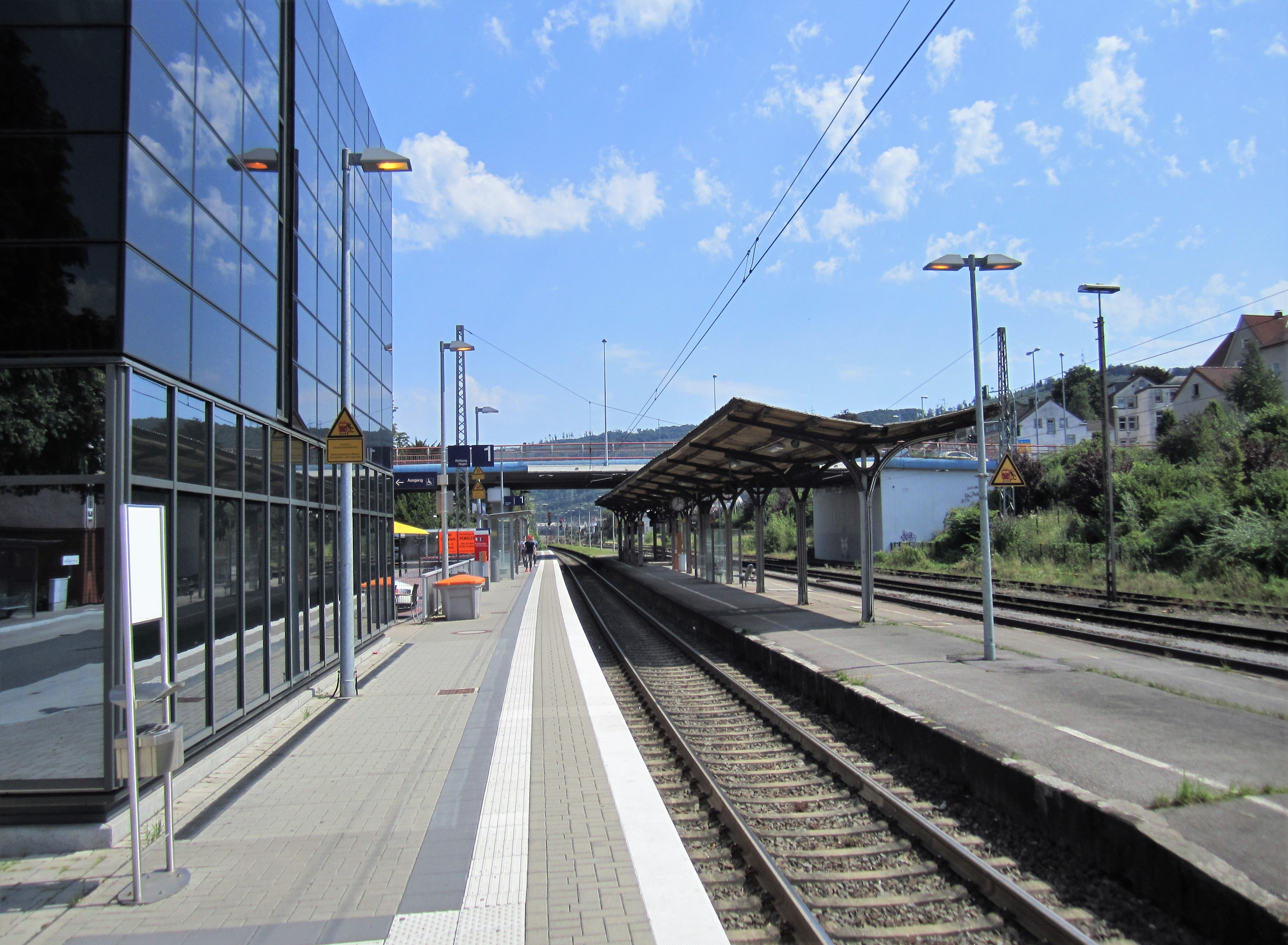
Bahnsteige von Westen (2015)

## Verkehr

### Regionalverkehr
Derzeit wird der Bahnhof von zwei Linien bedient, dem Regional-Express RE 16 (Ruhr-Lenne-Express) von Essen nach Iserlohn und der Regionalbahn RB 91 (Ruhr-Sieg-Bahn) von Hagen nach Siegen bzw. Iserlohn, mit Zugteilung in Iserlohn-Letmathe. Ab 10. Dezember 2023 sollte eigentlich auch der Dortmund-Siegerland-Express (RE34) in Hohenlimburg halten. Weil aber der VRR als Besteller sowie DB Regio NRW als Betreiber der Linie nicht berücksichtigt hatten, dass der Bahnsteig an Gleis 2 eine viel zu niedrige Höhe und keinen Aufzug aufweist, können bis auf weiteres nur die Fahrten von Siegen Richtung Dortmund in Hohenlimburg halten. Von Dortmund nach Siegen fahren die Züge weiterhin ohne Halt durch (betrifft nicht die HLB-Züge und die VIAS-Fahrt am Sonntagvormittag aus Hagen Hbf). Die Züge der Intercity-Linie 34 (Münster–Dortmund–Siegen–Frankfurt) durchfahren den Bahnhof Hohenlimburg ebenfalls ohne Halt.
Hohenlimburg ist der letzte zum VRR gehörende Bahnhof vor dem Gebiet des Westfalentarifs.
| Linie | Linienverlauf | Takt                                        | Betreiber         |
| ----- | --- | ------------------------------------------- | ----------------- |
| RE 16 | Ruhr-Lenne-Express: Essen Hbf – Wattenscheid – Bochum Hbf – Witten Hbf – Wetter (Ruhr) – Hagen Hbf – Hohenlimburg – Iserlohn-Letmathe – Letmathe-Dechenhöhle – Iserlohn Stand: Fahrplanwechsel Dezember 2023 | 60 min                                      | VIAS              |
| RE 34 | Dortmund-Siegerland-Express: Dortmund Hbf – Witten Hbf – Hagen-Hohenlimburg – Iserlohn-Letmathe – Altena (Westf) – Werdohl – Plettenberg – Finnentrop – Lennestadt-Grevenbrück – Lennestadt-Altenhundem – Kirchhundem-Welschen Ennest – Kreuztal – Siegen-Weidenau – Siegen Hbf Stand: Fahrplanwechsel Dezember 2024                                                        | 60 min, 120 min                             | DB Regio HLB VIAS |
| RB 91 | Ruhr-Sieg-Bahn: Hagen Hbf – Hohenlimburg – Iserlohn-Letmathe – Altena (Westf) – Werdohl – Plettenberg – Finnentrop – Lennestadt-Grevenbrück – Lennestadt-Meggen – Lennestadt-Altenhundem – Kirchhundem – Kirchhundem-Welschen Ennest – Kreuztal-Littfeld – Kreuztal-Eichen – Kreuztal – Siegen-Geisweid – Siegen-Weidenau – Siegen Hbf Stand: Fahrplanwechsel Dezember 2023 | 60 min (werktags) 120 min (sonn-/feiertags) | VIAS              |

### Busverkehr
Stand: 13. Juni 2021
| Linie                  | Verlauf | Takt (Mo–Fr)          | Betreiber                              |
| Schnellbus             | Schnellbus | Schnellbus            | Schnellbus                             |
| ---------------------- | --- | --------------------- | -------------------------------------- |
| SB71                   | Hagen Hauptbahnhof – Stadtmitte – Eilpe – Hohenlimburg Bahnhof | 30 min                | Hagener Straßenbahn                    |
| SB72                   | Hagen, Vossacker – Vorhalle Mitte – Eckesey – Hagen Hauptbahnhof – Stadtmitte – Eppenhausen – Hohenlimburg Bahnhof                                                 | 30 min                | Hagener Straßenbahn                    |
| Stadt- und Regionalbus | |                       |                                        |
| 1                      | Hagen, Hohenlimburg Bf. – Iserlohn, Letmathe – Untergrüne – Iserlohn Stadtbahnhof – ZOB – Hemer – Menden                                                           | 30 min                | Märkische Verkehrsgesellschaft         |
| 9                      | Iserlohn, Letmathe Mitte – Hagen, Oege – Hohenlimburg Bahnhof | 60 min                | Märkische Verkehrsgesellschaft         |
| 513                    | Hagen Hauptbahnhof – Stadtmitte – Landgericht – Autobahn – Reh – Elsey – Hohenlimburg Bahnhof                                                                      | 30 min                | Hagener Straßenbahn                    |
| 515                    | Hagen, Hohenlimburg Bahnhof – Herbeck – Halden – Loxbaum – Fern-Uni – Stadtmitte – Hagen Hauptbahnhof (– Altenhagen – Eckesey – Boele Markt – Henstey)             | 60 min                | Hagener Straßenbahn                    |
| 517                    | (Hagen, Hasper Torhaus – Tücking –) Kuhlerkamp – Hagen Hauptbahnhof – Stadtmitte – Autobahn – Elsey – Hohenlimburg Bahnhof (– Hagen, Wesselbach)                   | 15 min                | Hagener Straßenbahn                    |
| 518                    | Herdecke, Schanze – Herdecke Mitte – Vorhalle, Weststr. – Eckesey – Hagen Hauptbahnhof – Stadtmitte – Emst – Haßley – Holthausen – Hohenlimburg Bahnhof            | 30 min                | Hagener Straßenbahn                    |
| 530                    | Hagen, Reh Schälker Landstr. – Henkhausen – Elsey Mitte – Hohenlimburg Bahnhof ↔ weiter als 539                                                                    | 60 min                | Hagener Straßenbahn                    |
| 534                    | Hagen, Boele Markt – Helfe – Loxbaum – Tondernstr. – Holthausen – Hohenlimburg Bahnhof – Hagen, Im Sibb                                                            | 30 min                | Hagener Straßenbahn                    |
| 538                    | Hagen, Obernahmer – Unternahmer – Hohenlimburg Bahnhof – Elsey (– Berchum – Boele Markt – Hagen, Vorhalle Bahnhof)                                                 | 30 min                | Hagener Straßenbahn, Hausemann & Mager |
| 539                    | (Nachrodt, Wiblingwerde – Veserde –) Hagen, Regenbogenschule – Oege – Hohenlimburg Bahnhof ↔ weiter als 530                                                        | 60 min                | Hagener Straßenbahn, Hausemann & Mager |
| Taxibus                | |                       |                                        |
| T2                     | Hagen, Hohenlimburg Bahnhof – Lindhaardt – Oege | 60 min mit Taktlücken | Hagener Straßenbahn                    |
| NachtExpress           | |                       |                                        |
| NE1                    | Hagen, Bathey – Boele Markt – Helfe Mitte – Loxbaum – Altenhagen – Hagen Hauptbahnhof – Hagen, Stadtmitte – Autobahn – Reh – Elsey – Hohenlimburg Bahnhof          | 60 min                | Hagener Straßenbahn                    |
| NE2                    | Hagen, Obernahmer – Unternahmer – Oege – Hohenlimburg Bahnhof – Holthausen – Emst – Hagen, Stadtmitte – Hagen Hauptbahnhof – Kuhlerkamp – Tücking – Hasper Torhaus | 60 min                | Hagener Straßenbahn, Hausemann & Mager |